# Санкт-Маргретен
Санкт-Маргретен (нім. St. Margrethen) — громада  в Швейцарії в кантоні Санкт-Галлен, виборчий округ Райнталь.

## Географія
Громада розташована на відстані близько 175 км на схід від Берна, 20 км на схід від Санкт-Галлена.
Санкт-Маргретен має площу 6,9 км², з яких на 36,8% дозволяється будівництво (житлове та будівництво доріг), 25,4% використовуються в сільськогосподарських цілях, 31,7% зайнято лісами, 6,1% не є продуктивними (річки, льодовики або гори).

## Демографія
2019 року в громаді мешкало 5960 осіб (+7% порівняно з 2010 роком), іноземців було 49,6%. Густота населення становила 868 осіб/км².
За віковим діапазоном населення розподілялося таким чином: 19,6% — особи молодші 20 років, 63% — особи у віці 20—64 років, 17,4% — особи у віці 65 років та старші. Було 2526 помешкань (у середньому 2,3 особи в помешканні).
Із загальної кількості 3158 працюючих 38 було зайнятих в первинному секторі, 1006 — в обробній промисловості, 2114 — в галузі послуг.